# 蕭聯魁
蕭聯魁（1839年—1898年），本名甲庚，表字占梅，號康盦。鳳山縣人，為「臺南十大書法家」之一，亦是著名的左腕書法家，並與另二名左腕書法家陸鼎（調梅）、倪湜（筱梅）並稱「三梅」。

## 外部連結
- 臺灣記憶--國家圖書館--蕭聯魁 （页面存档备份，存于）